# Guy Fithen
Guy L. Fithen (nascido em 1962, em Oxford) é um ator britânico e roteirista, mais conhecido por seus papéis como um pirata.

## Carreira
Formado pela London Academy of Music and Dramatic Art, Fithen trabalhou como um ator de teatro na Royal Shakespeare Company. Sua carreira no cinema inclui como imediato Rhince em The Chronicles of Narnia, uma adaptação do romance homônimo de Clive Staples Lewis. Interpretou o pirata Thatcher, atuando ao lado de Gabriel Byrne no filme da Disney, Shipwrecked (1990).